# Rhododendron setosum
Rhododendron setosum är en ljungväxtart som beskrevs av David Don. Rhododendron setosum ingår i släktet rododendron, och familjen ljungväxter. Inga underarter finns listade i Catalogue of Life.

## Bildgalleri

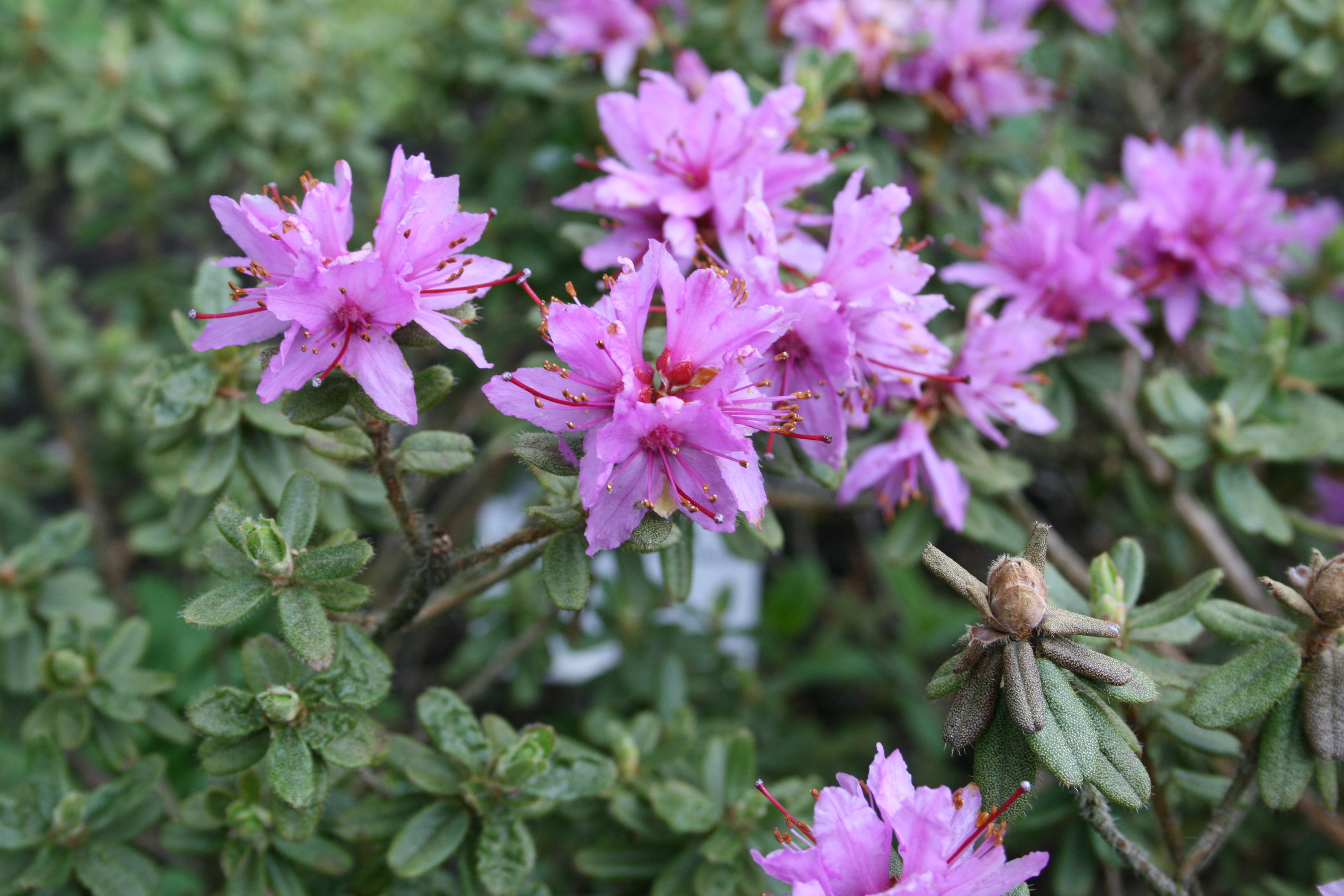
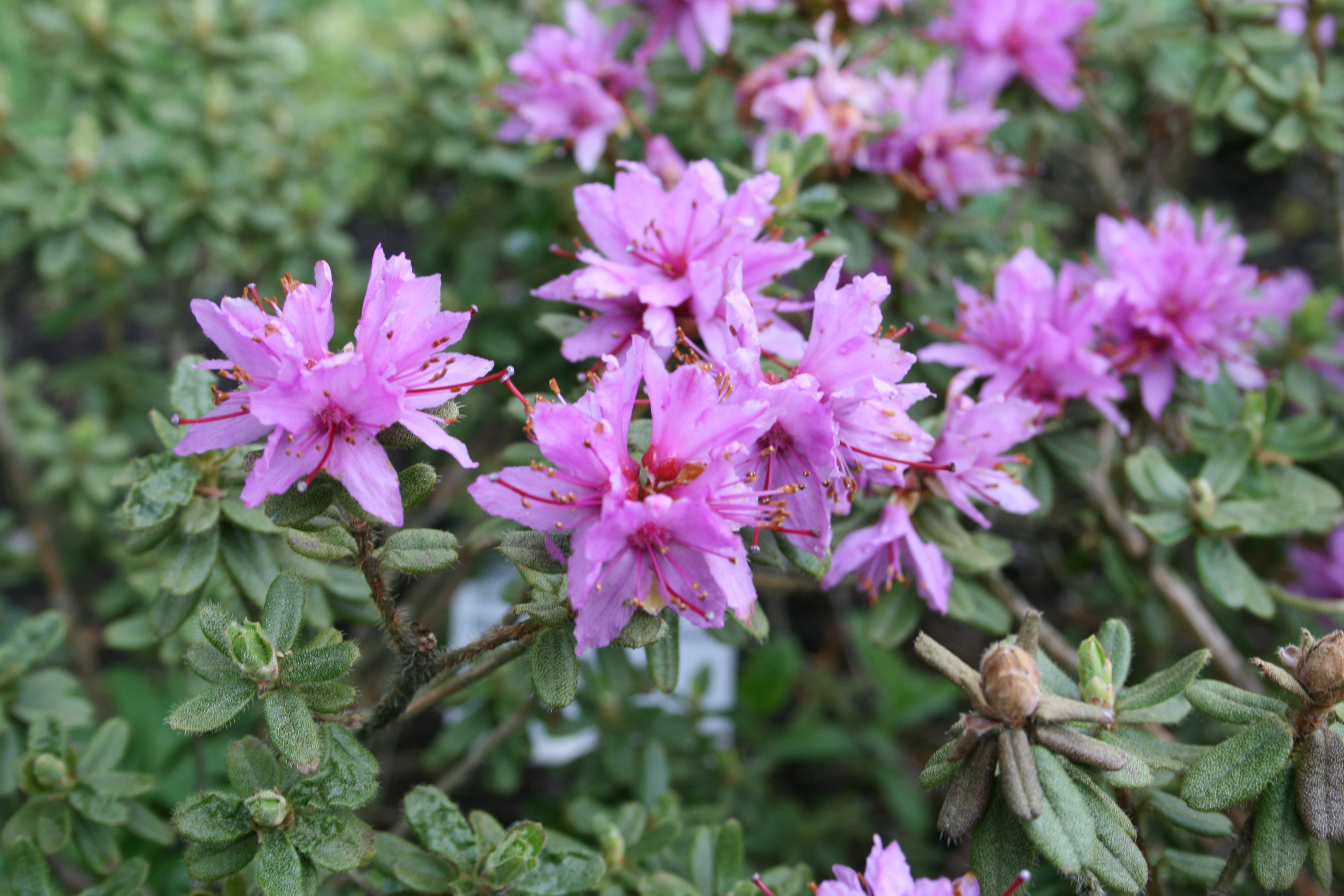
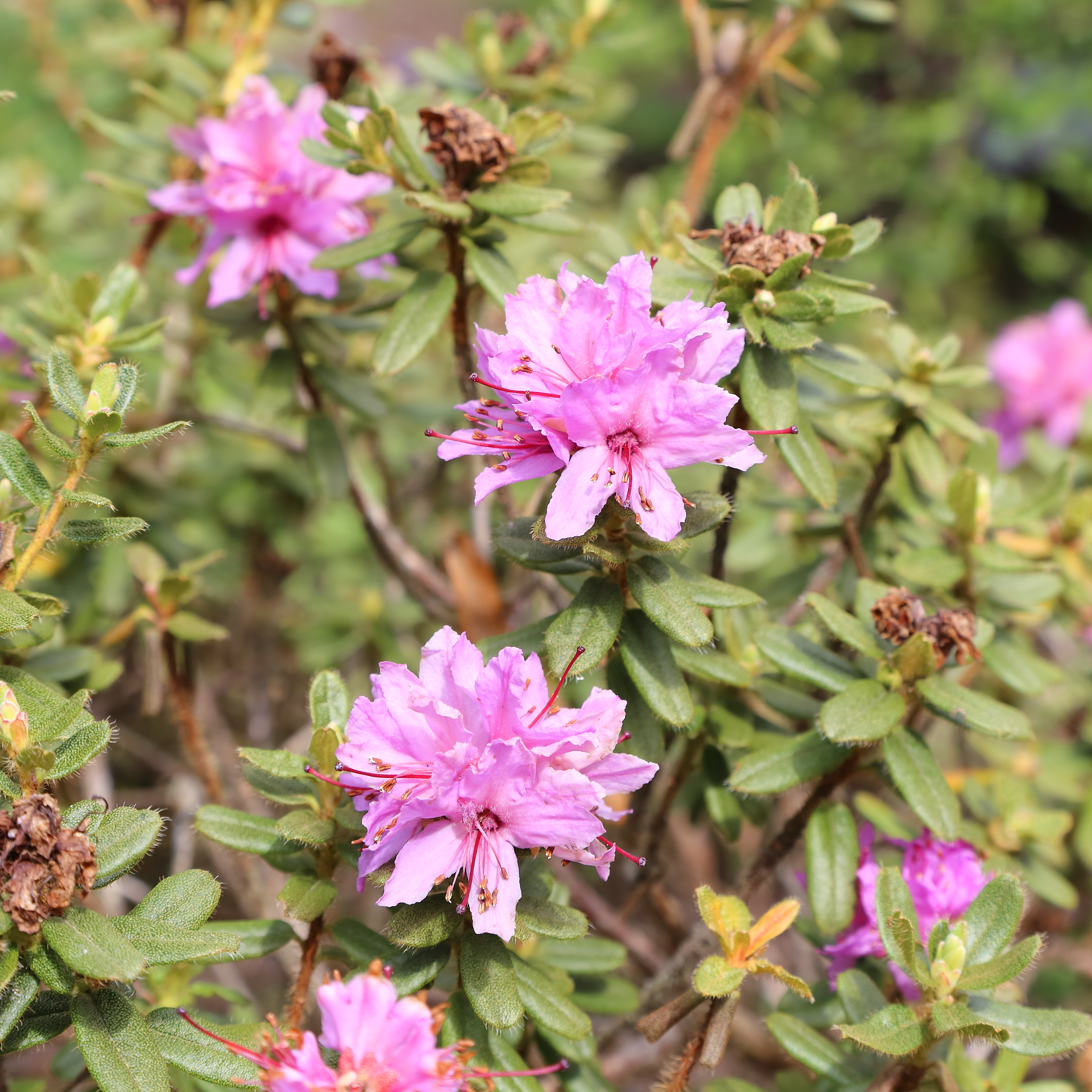
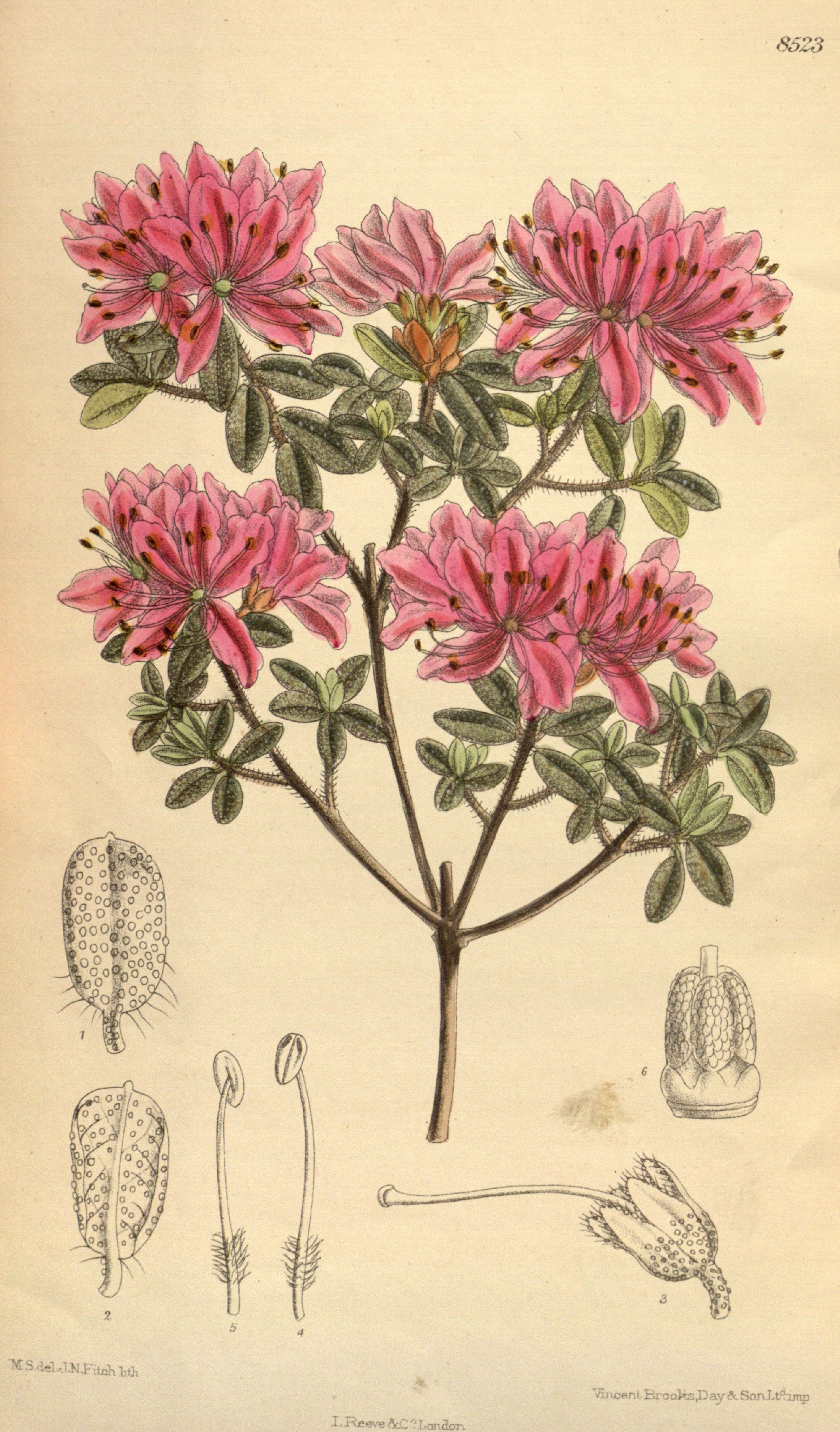
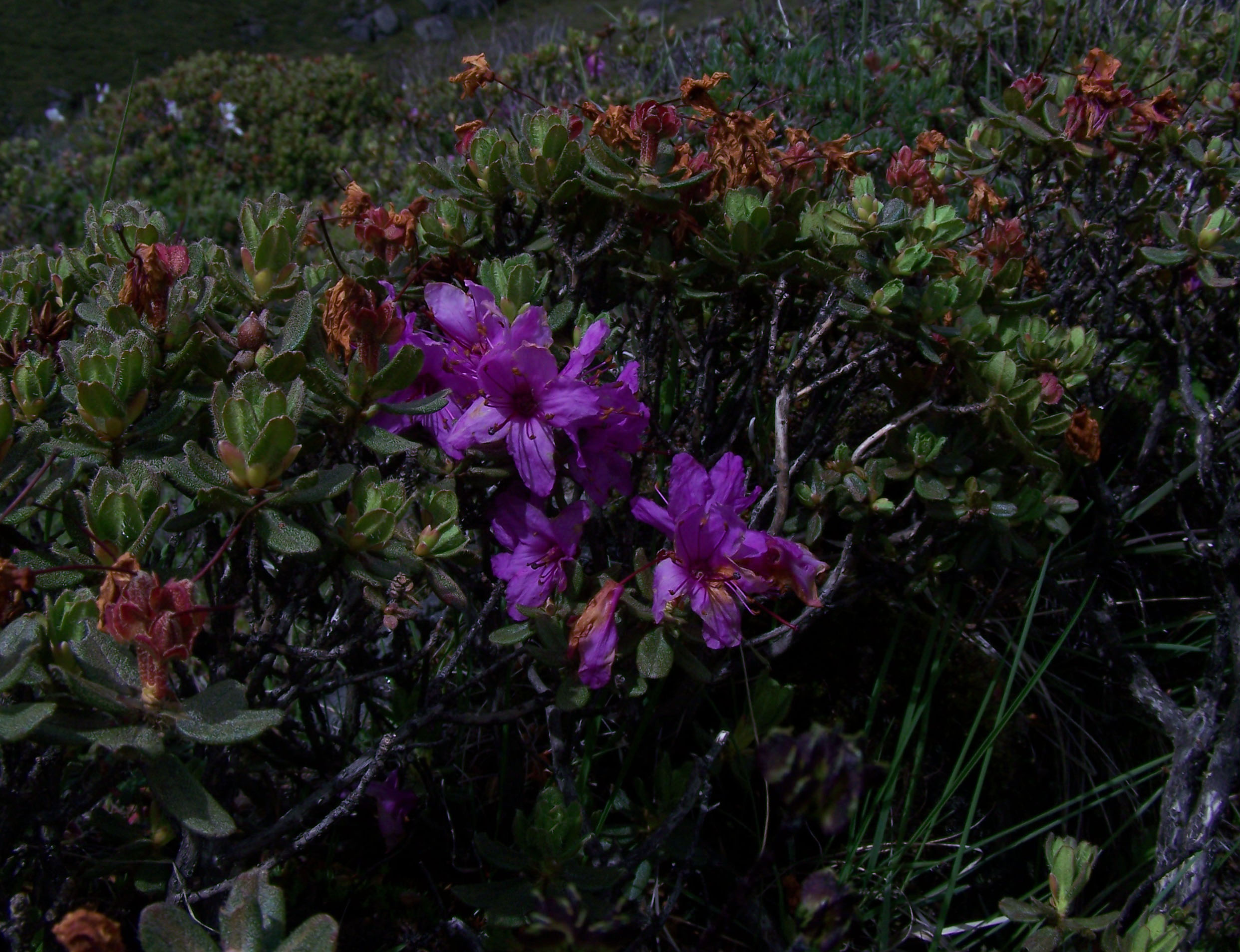